# NGC 4383
NGC 4383是室女座星系團的成員，但位於后髮座的一個螺旋星系。愛德華·舍恩菲爾德於1862年5月23日被發現了它。它是星系團中最富氫的星系之一，擁有6千秒差距（20,000光年）的雙極外流，平均速度為每秒210公里。使用甚大望遠鏡（VLT）的多單元光譜探測器（英語：Multi-unit spectroscopic explorer，縮寫：MUSE）研究了外流。